# Nico Feiden

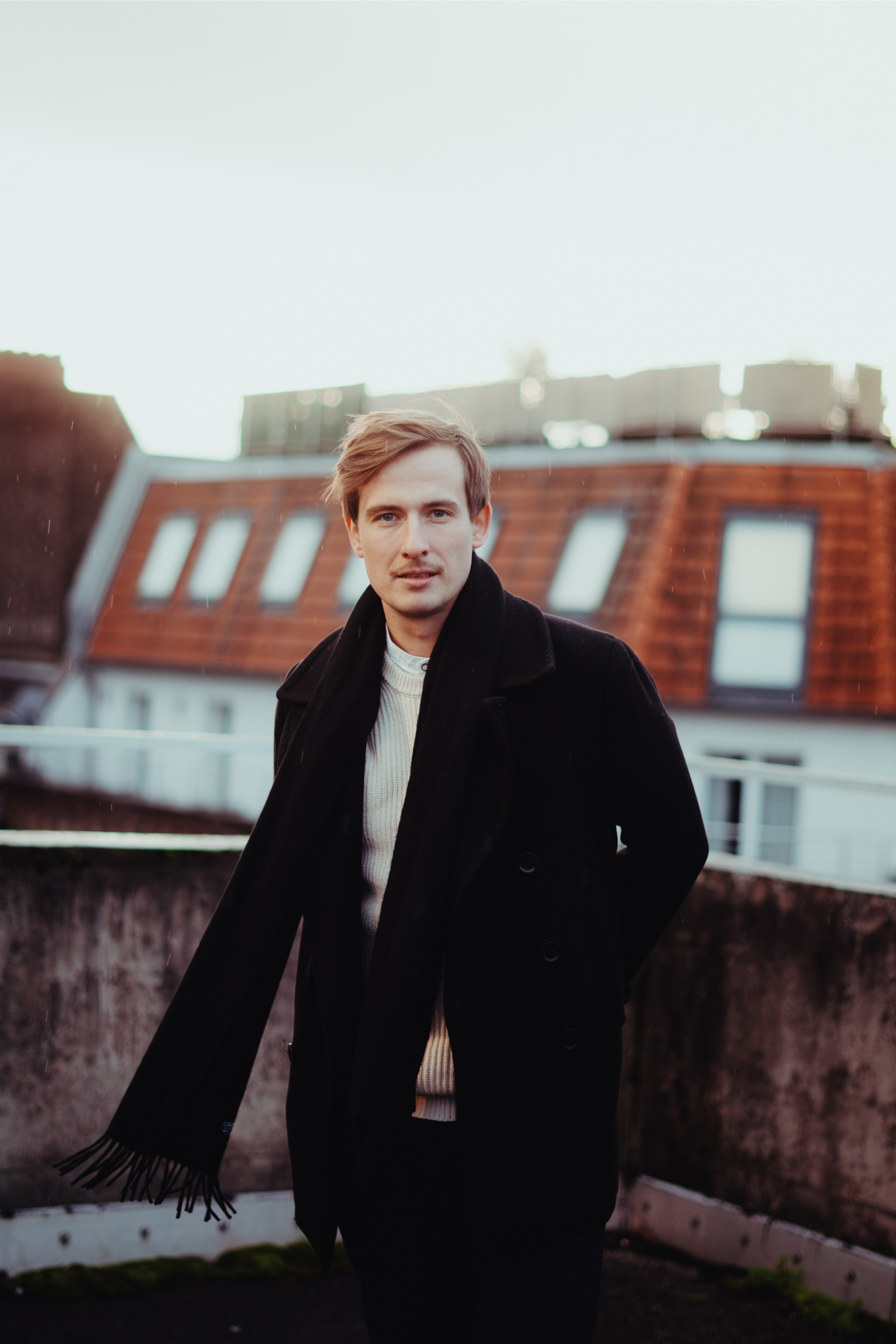
Nico Feiden (2025)

Nico Feiden (* 1993 in Zell (Mosel)) ist ein deutscher Autor und Lyriker.

## Leben und Wirken
Feiden wuchs in Pünderich an der Mosel auf. Er absolvierte 2012 das Abitur in Trier. 2013 begann er als freier Journalist bei dem elektronischen Musikmagazin FAZE in Köln. Im Jahr 2014 kündigte er seinen Job, reiste mit Rucksack und Zelt durch Europa und lebte auf der Straße. In dieser Zeit erschienen seine ersten literarischen Werke, die er auf den Straßen in Europa zum Verkauf anbot.
Im Jahr 2015 zog Feiden nach Hannover und veröffentlichte einzelne Gedichte und Gedichtgruppen in Literaturzeitschriften und Anthologien. 2016 erschien sein Lyrik-Debüt Blaue Wildnis – Gedichte der Nacht im Elif Verlag, 2017 sein Gedichtband Das Echo des Weines im Rhein-Mosel-Verlag. 2017 war er Stipendiat am Dante Institut in Florenz und verbrachte dort ein Jahr.
2018 gewann er den Lyrikpreis der Stadt Baden bei Wien im Rahmen des Art-Expierence-Festivals. Zur Frankfurter Buchmesse 2018 erschien sein erster Roman Sterben können wir später im Frankfurter astikos Verlag.
2019 war er Teil des Printemps Poétique Transfrontalier Stipendiums. Seine Theaterneufassung von Borcherts Draußen vor der Tür wurde von der Shakespeare Company Coelln in der Kolbhalle in Köln-Ehrenfeld uraufgeführt.
Von 2021 bis 2022 erhielt er das MKW-Stipendium der Bezirksregierung Köln.
2023 erschien sein Roman Nur noch einen Track lang träumen, der über eine Self-Publish-Plattform online sowie im Buchhandel erhältlich ist.
Seit November 2023 arbeitet Feiden an einer Serie für einen Streamingdienst. 
2024 erschien sein Gedichtband Verwüstung im Buchverlag und Musiklabel Do the Taboo.
Er ist Veranstalter der Kölner Lesereihe Quadrat im Kreis, die Jazz und Literatur verbindet und in The Factory stattfindet.
Nico Feiden lebt als freier Schriftsteller in Köln-Ehrenfeld.